# Zè
Zè est une commune et une ville du sud du Bénin, préfecture du département de l'Atlantique.

## Géographie
Zè est délimitée au nord par les communes de Zogbodomey (département du Zou) et de Toffo, au sud par Abomey-Calavi et Tori-Bossito, à l'est par Adjohoun et Bonou (département de l'Ouémé), et à l'ouest par Allada.  La commune est subdivisée en onze arrondissements : Zè, Adja, Dawè, Djigbé, Dodji-Bata, Hékanmè, Koundokpoé, Sèdjè-Dénou, Sèdjè-Houégoudo, Tangbo-Djèvié et Yokpo, regroupant un total de 73 villages et quartiers de ville.

## Population
Lors du recensement de 2013 (RGPH-4), la commune comptait 106 913 habitants.

## Galeries

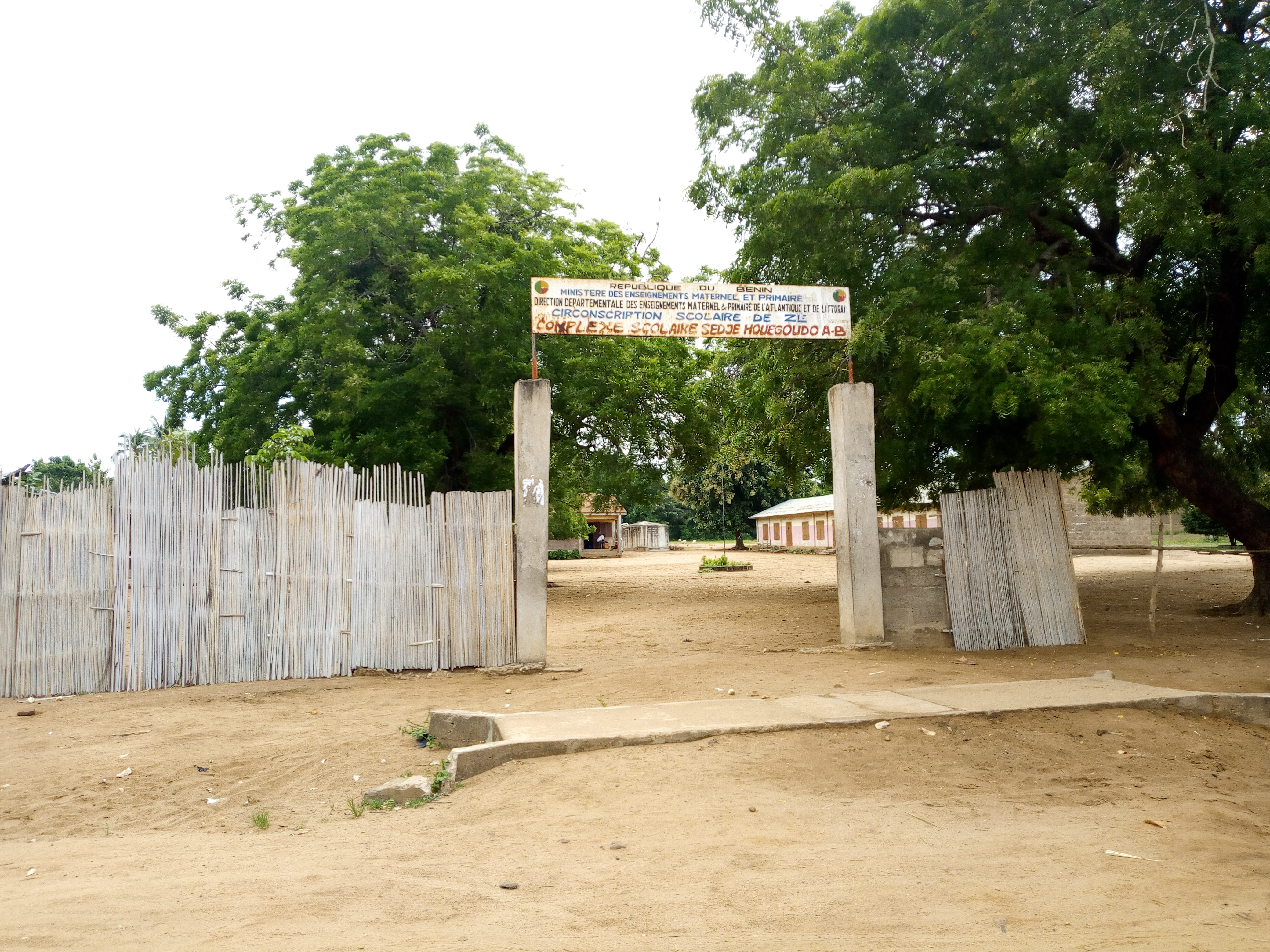
Ecole primaire Sedjè Houègoudo à Zè au Bénin

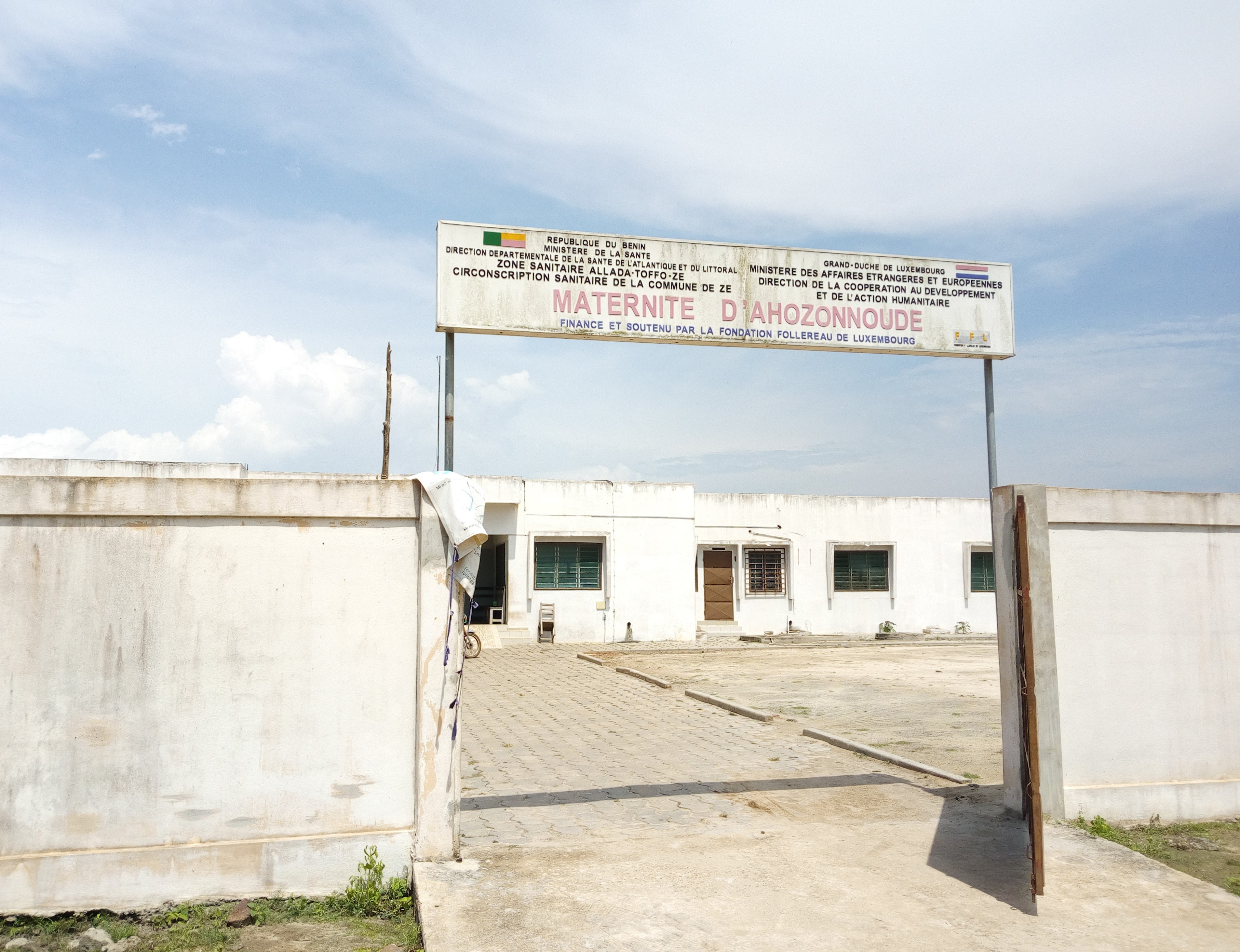
Maternité d'Ahozonoudé à Zè au Bénin

## Administration

### Liste des maires de la commune
| Période                                  | Période | Identité         | Étiquette | Qualité |
| ---------------------------------------- | ------- | ---------------- | --------- | ------- |
| Les données manquantes sont à compléter. |         |                  |           |         |
|                                          |         | Joseph Dangbenon |           |         |
|                                          |         | Amadé Moussa     |           |         |